# Замзам
Замзам (араб. زمزم‎‎) — священний колодязь на території Мечеті Аль-Харам. Воді Замзаму приписують різноманітні властивості: вона лікує хвороби, вгамовує голод і т. д. 
Замзам — один із кількох колодязів, що знаходяться у Мецці та неподалік від міста. Його близькість до Кааби зумовило особливе ставлення до нього ще до ісламу. Мусульманська традиція узаконила благодать, що йде від води Замзаму. Передання пов'язує історію Замзаму з легендою про блукання пустелею Хаджар (Агар) з сином Ісмаїлом, полишених Ібрагімом. У пошуках води Хаджар сім разів пробігла між пагорбами Сафа і Марва; повернувшись до сина, вона побачила, що поряд з ним забило джерело, відкрите Джабраїлом за повелінням Аллаха. Пізніше закинутий Замзам знову був відкритий за вказівкою Аллаха дідом Мухаммеда Абд аль-Муталібом, в результаті цього він набув для свого роду хашимітів з племені курайшитів право розпоряджатися водою Замзаму (сікая).

Авторитет Замзаму, що зберігся з часів Мухаммеда і «праведних» халіфів, був поставлений під сумнів за часів правління омеядських халіфів. Абд аль-Малік (685—705) наказав використовувати води іншого джерела, розташованого коло священної гори Сабір. Був збудований акведук, яким вода потрапляла до Мекки. Це нововведення загалом було зустрінуте вороже. Одначе лише за наказом аббасидського халіфа Ас-Саффаха статус Замзаму було поновлено.

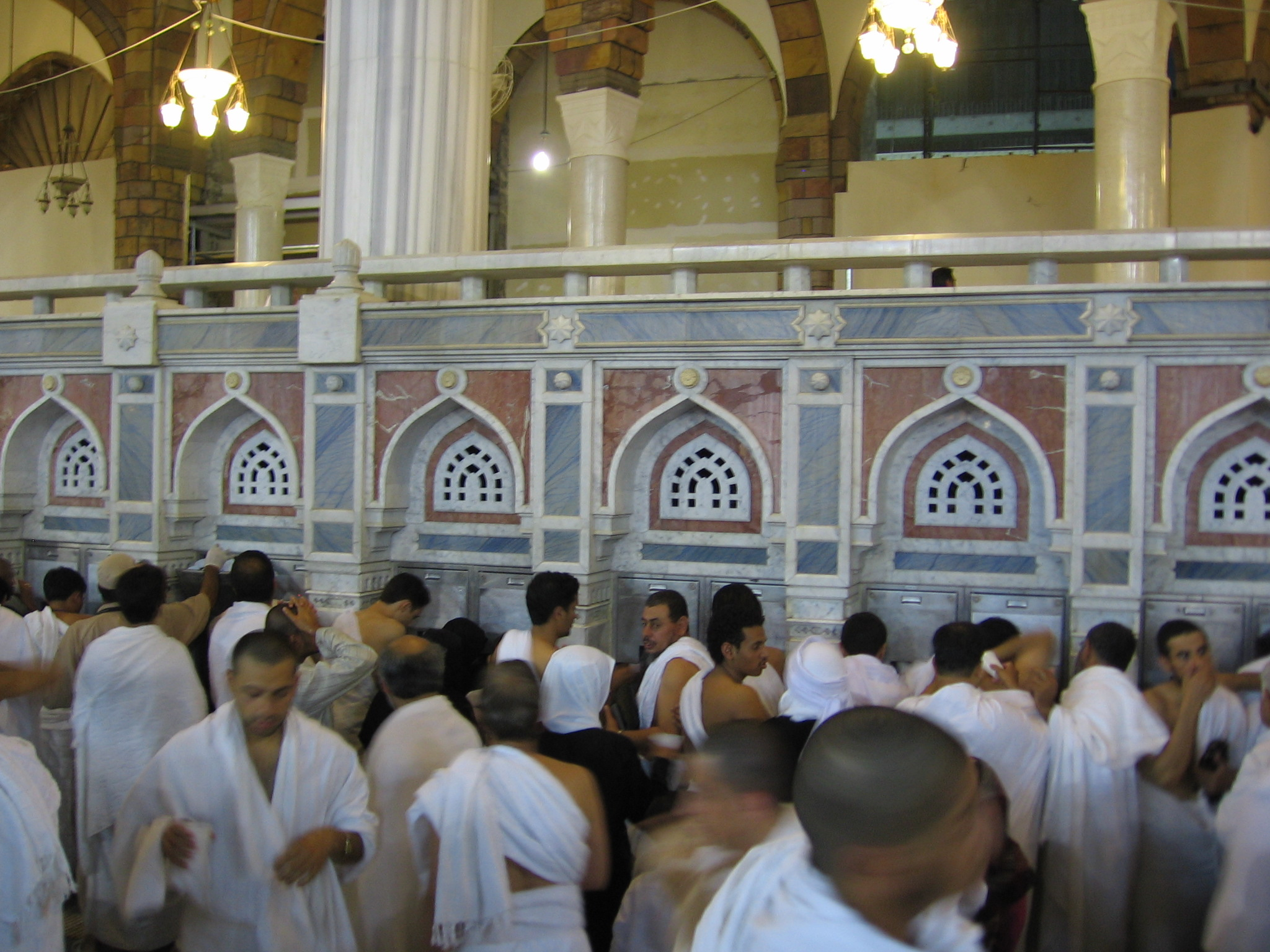
Паломники коло колодязю Замзам

Омовіння в Замзамі, пиття його води — важливі елементи хаджу та умри, але самостійного обрядового значення не мають. 

Паломники часто везуть із собою воду Замзаму, у спеціальних ємностях, що називаються замзамія.
Спеціальні умови для перевезення схваленої води Zamzam з Джидди, Медіни, Таїфа та Янбу.
- Дозволено не більше 5 кг/літр замзаму
- Відповідно до інструкцій цивільної авіації дозволено перевозити лише схвалений Zamzam
- Воду Замзам не можна провозити в салоні або в зареєстрованому багажі
- Тільки пасажири, які здійснили Хадж або Умру, можуть перевозити воду Замзам під час вильоту міжнародними рейсами за умови, що пляшка призначена для повітряного транспортування та виготовлена за проектом короля Абдалли бін Абдулазіза Замзама.